# Euchromia minuta
Euchromia minuta är en fjärilsart som beskrevs av Rothschild. Euchromia minuta ingår i släktet Euchromia och familjen björnspinnare. Inga underarter finns listade i Catalogue of Life.